# Zielonka Bankowa
Zielonka Bankowa – przystanek osobowy Polskich Kolei Państwowych obsługiwany przez Koleje Mazowieckie. Położony jest przy ulicy Bankowej, na osiedlu Zielonka Bankowa, w mieście Zielonka w województwie mazowieckim. W 2013 roku został zamknięty i zmodernizowany na potrzeby Polskich Kolei Państwowych. 1 sierpnia 2016 roku został otwarty.

## Ruch pasażerski
| Rok  | Wymiana pasażerska na dobę |
| ---- | -------------------------- |
| 2017 | 100-149                    |
| 2022 | 50-99                      |

## Opis przystanku

### Peron
Po modernizacji przystanek składa się z dwóch peronów, przy czym każdy z nich posiada jedną krawędź peronową.

### Przejścia przez tory

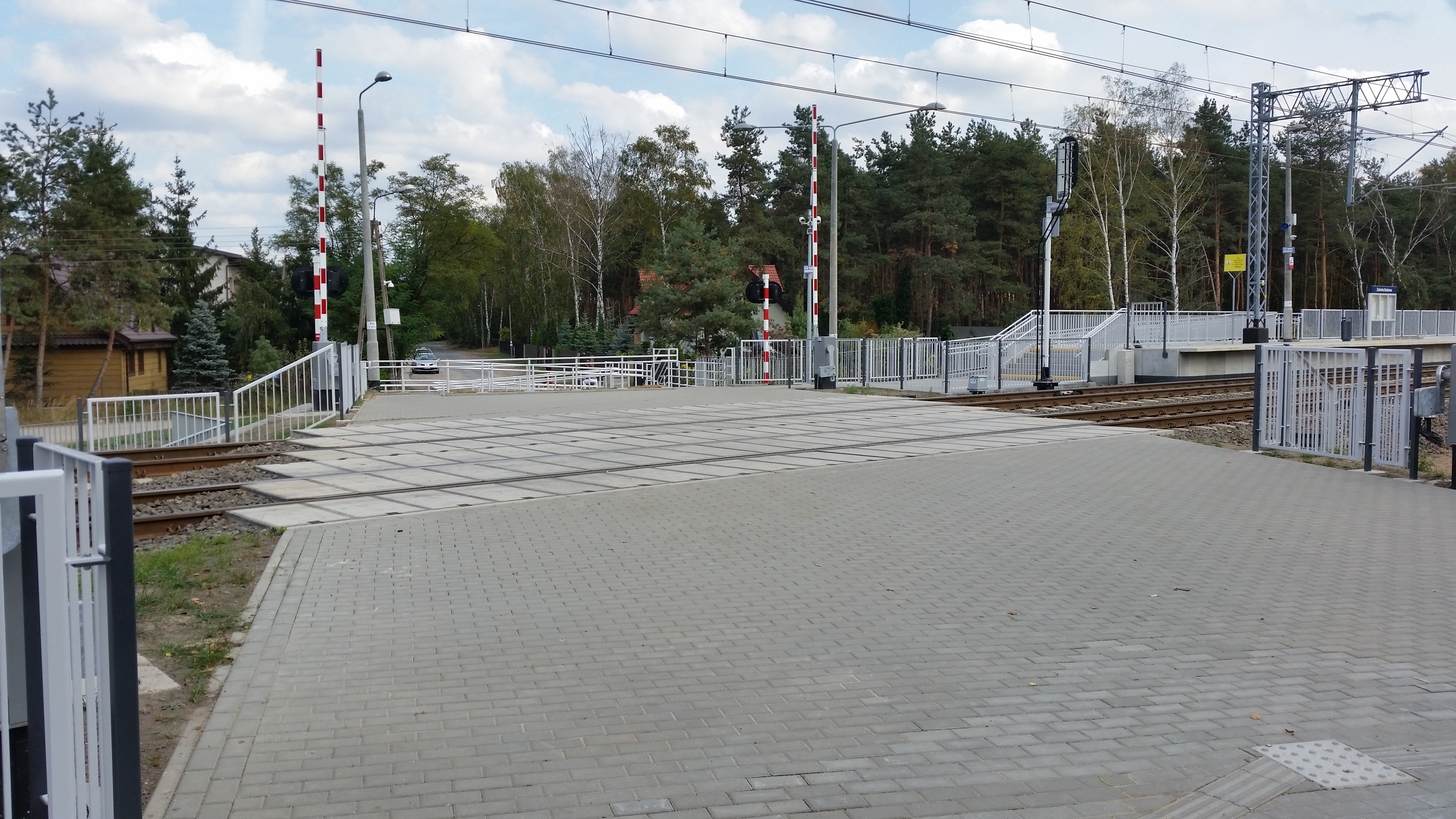
Nowe przejście przez tory dostępne dla rowerzystów i pieszych

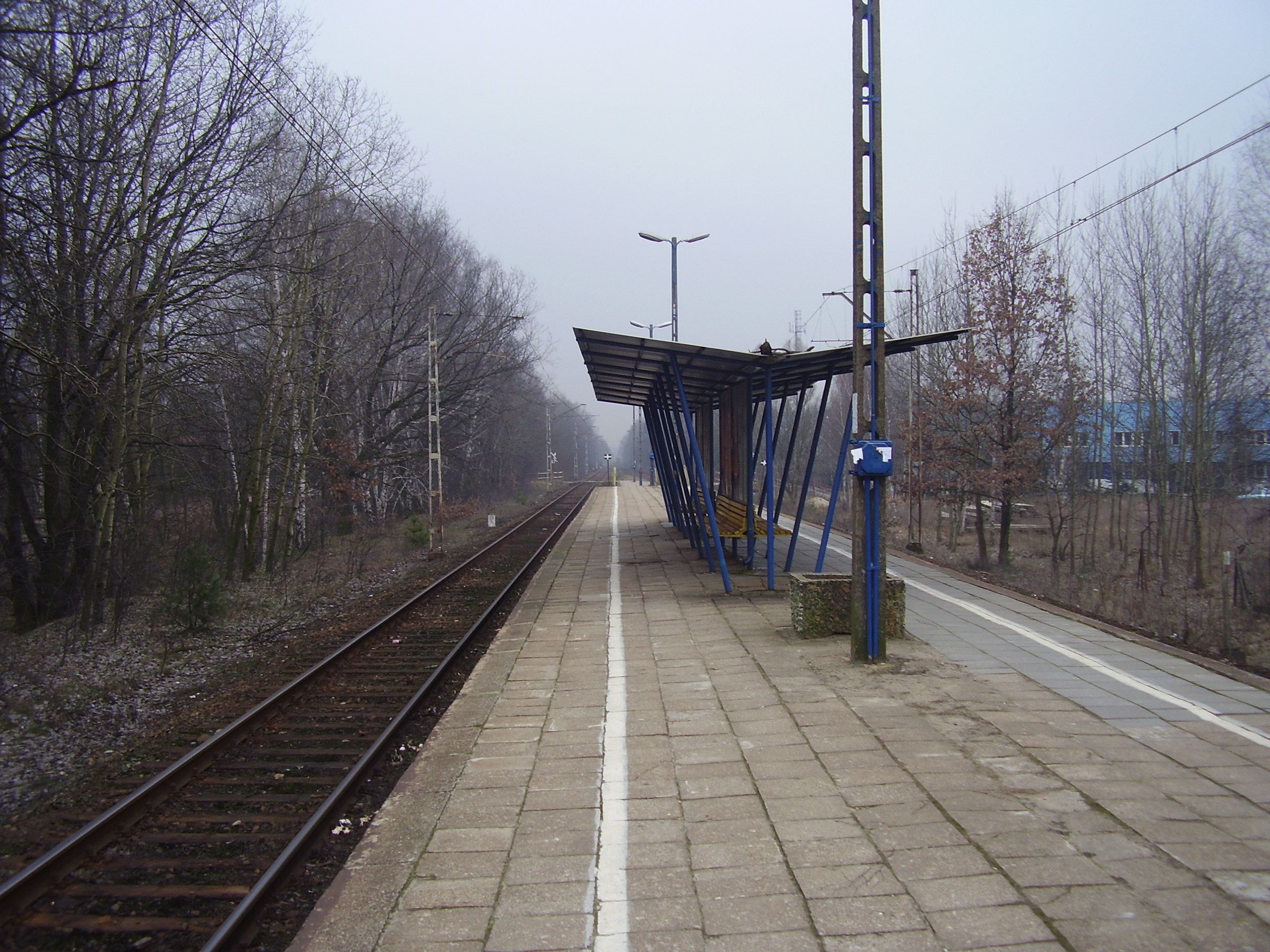
Stary przystanek kolejowy Zielonka Bankowa, widok w kierunku stacji Warszawa Rembertów

#### Przejścia naziemne
Przejścia naziemne, po torach znajdują się na północnej i południowej głowicy peronu. Są zabezpieczone zaporami, które zamykają się, gdy nadjeżdża pociąg.
Po obu przejściach (po modernizacji tylko dwa wejścia po obu stronach ulicy Bankowej) znajdują się schody oraz płaskie przejścia na wózki i rowery)